# Кульсон, Хавьер
Хавье́р Ку́льсон Пе́рес (исп. Javier Culson Pérez; род. 25 июля 1984 года, Понсе, Пуэрто-Рико) — пуэрто-риканский барьерист, бронзовый призёр Олимпийских игр 2012 года, двукратный серебряный призёр чемпионатов мира (2009 и 2011) в беге на 400 м с барьерами. Личный рекорд на 400 м с/б был установлен 8 мая 2010 года в Понсе (47,72 с). Первый в истории Пуэрто-Рико спортсмен, выигравший олимпийскую медаль в лёгкой атлетике.

## Спортивная карьера
Родился в Понсе. Свою первую золотую медаль Кульсон выиграл в 2006 году в своём родном городе на Иберо-американском чемпионате. В 2007 году спортсмен завоевал бронзовую медаль на летней Универсиаде, выбежав из 50 секунд (49,35 с). Первым серьёзным турниром для Кульсона стал чемпионат мира по лёгкой атлетике 2007 года в Осаке, где спортсмен добрался до полуфинала бега на 400 м с барьерами. В следующем году Кульсон вошёл в состав сборной Пуэрто-Рико для участия на Олимпийских играх 2008 года. В Пекине бегун также добрался до полуфинала, где занял последнее, восьмое место.
На чемпионате мира 2009 года в Берлине Кульсон установил личный рекорд (48,09 с), установив попутно национальный рекорд Пуэрто-Рико в беге на 400 м с/б. Такой результат помог спортсмену завоевать серебряную медаль, уступив лишь американцу Керрону Клементу (47,91 с). Это была первая медаль, завоёванная сборной Пуэрто-Рико на чемпионатах мира по лёгкой атлетике. 8 мая 2010 года Кульсон на Гран-при Понсе обновил свой личный рекорд, а вместе с ним и национальный, выбежав из 48 секунд (47,72 с). 1 сентября 2011 года на чемпионате мира в Тэгу бегун завоевал свою вторую медаль чемпионатов мира, заняв второе место в финале бега на 400 м с/б. 14 июня 2012 года Кулсон был выбран знаменосцем сборной Пуэрто-Рико на Олимпиаде в Лондоне.

## Личная жизнь
29 мая 2009 года родилась его дочь Яриен Кульсон Корсино.